# راغ (بدخشان)
راغ (به لاتین: Ragh) یک منطقهٔ مسکونی در افغانستان است که در ولسوالی راغستان واقع شده‌است.